# رالي السويد 1973
رالي السويد 1973 هو سباق رالي أقيم في الفترة من 15 فبراير 1973 إلى 18 فبراير 1973 في كارلستاد، السويد. كان الجولة الثانية ضمن بطولة العالم للراليات موسم 1973. تكون الرالي من 36 مرحلة. فاز ستيغ بلومكفيست ببطولة السائقين.